# Лагосанто
Лагоса̀нто (на италиански: Lagosanto, на местен диалект Làgh, Лаг) е малко градче и община в северна Италия, провинция Ферара, регион Емилия-Романя. Разположено е на морското ниво, въпреки че не се намира на брега. Населението на общината е 5013 души (към 2010 г.).